# Quận Hardin, Kentucky
Quận Hardin là một quận thuộc tiểu bang Kentucky, Hoa Kỳ.
Quận này được đặt tên theo. Theo điều tra dân số của Cục điều tra dân số Hoa Kỳ năm 2000, quận có dân số người. Quận lỵ đóng ở.

## Địa lý
Theo Cục điều tra dân số Hoa Kỳ, quận có diện tích km2, trong đó có km2 là diện tích mặt nước.

## Thông tin nhân khẩu
Theo điều tra dân số 2 năm 2000, quận này đã có dân số 94.174 người, 34.497 hộ gia đình, và 25.355 gia đình sống trong quận hạt. Mật độ dân số là 150 trên một dặm vuông (58 / km2). Có 37.673 đơn vị nhà ở mật độ trung bình là 60 trên một dặm vuông (23 / km2). Về cơ cấu chủng tộc, quận này có tỷ lệ dân như sau: 81,99% người da trắng, 11,87% da đen hay Mỹ gốc Phi, 0,42% người Mỹ bản xứ, 1,80% châu Á, Thái Bình Dương 0,22%, 1,35% từ các chủng tộc khác, và 2,35% từ hai hoặc nhiều chủng tộc. 3,35% dân số gốc Tây Ban Nha hay châu Mỹ La Tinh đã được chủng tộc nào.
Có 34.497 hộ, trong đó 38,40% có trẻ em dưới 18 tuổi sống chung với họ, 57,80% là đôi vợ chồng sống với nhau, 11,90% có nữ hộ và không có chồng, và 26,50% là không lập gia đình. 22,80% hộ gia đình đã được tạo ra từ các cá nhân và 7,50% có người sống một mình 65 tuổi hoặc lớn tuổi hơn. Cỡ hộ trung bình là 2,62 và cỡ gia đình trung bình là 3,07. Các khu vực đô thị lớn nhất trong quận là thành phố Elizabethtown.
Sự phân bố tuổi là 27,60% dưới độ tuổi 18,% 10,60 18-24, 31,50% 25-44, 20,60% từ 45 đến 64, và 9,70% từ 65 tuổi trở lên người. Độ tuổi trung bình là 34 năm. Đối với mỗi 100 nữ có 102,00 nam giới. Đối với mỗi 100 nữ 18 tuổi trở lên, đã có 100,50 nam giới.
Thu nhập trung bình cho một hộ gia đình trong quận đã được USD 37.744, và thu nhập trung bình cho một gia đình là USD 43.610. Phái nam có thu nhập trung bình USD 30.743 so với 22.688 USD của phái nữ. Thu nhập bình quân đầu người của dân cư quận này là 17.487 USD. Có 8,20% gia đình và 10,00% dân số sống dưới mức nghèo khổ, bao gồm 13,50% những người dưới 18 tuổi và 8,60% của những người 65 tuổi hoặc hơn.